# 新溪洲
新溪洲，是臺灣桃園市大溪區的一個傳統地域名稱，位於該區南部。相較於今日行政區，其範圍大致為義和里南半部。

## 歷史
台灣清治末期至日治初期，新溪洲地區為一街庄，稱為「新溪洲庄」，隸屬於海山堡。該庄西北與舊溪洲庄為鄰，北與內柵庄為鄰，東北與三層庄為鄰，東南邊及南邊為蕃地，西邊為大坪庄。
1901年（日治明治三十四年）11月，全台設置二十廳，該庄隸屬於桃仔園廳。1903年（明治三十六年），改名桃園廳。1909年（明治四十二年）10月，合併二十廳為十二廳，該庄隸屬不變。1920年（大正九年），廢十二廳改設五州二廳，該庄改制為「新溪洲」大字，隸屬於新竹州大溪郡大溪街。
戰後大溪街改制為大溪鎮，隸屬於新竹縣，大字亦改制為里。1950年桃、竹、苗分治，大溪鎮改隸屬於桃園縣。2014年12月，桃園縣升格為直轄桃園市，大溪鎮改制為大溪區。

## 交通
省道台4線（康莊路五段）是竹圍到石門的幹道，大致以縱向轉東北—西南走向再轉東南—西北走向經過新溪洲地區。由此道路向北可前往八德、桃園、蘆竹、竹圍等地，向西北過溪洲大橋可前往大坪並止於省道台3乙線路口。

## 公園
- 溪洲公園